# Aechmea egleriana
Espèce
Classification phylogénétique
Aechmea egleriana est une espèce de plantes à fleurs de la famille des Bromeliaceae qui se rencontre au Brésil et au Venezuela.

## Distribution
L'espèce se rencontre du sud du Venezuela au nord du Brésil.

## Description
L'espèce est épiphyte.